# Салуквадзе, Анзор Сергеевич
Анзор Сергеевич Салуквадзе (груз. ანზორ სერგოს ძე სალუქვაძე) (11 декабря 1932, Тифлис, ЗСФСР — 19 сентября 2001) — советский и грузинский журналист и сценарист. Заслуженный деятель искусств Грузинской ССР (1979).

## Биография
Родился 11 декабря 1932 года в Тифлисе. После окончания средней школы переехал в Москву и поступил в Институт иностранных языков имени Мориса Тореза, который он окончил в 1958 году, после чего начал творческую деятельность в качестве журналиста, и спустя несколько лет стал писать сценарии для советского кинематографа, также снялся в ряде фильмах и возглавлял некоторые фильмы в качестве директора. Всего принял участие в 17 работах в кино.
Скончался 19 сентября 2001 года.

## Фильмография

### Сценарист
- 1962 — Морская тропа
- 1963 — Взлёт
- 1964 — В пути
- 1964 — Свирель
- 1967 — Мольба
- 1968 — Тревога
- 1969 — Смерть филателиста
- 1972 — Весёлый роман
- 1974 — Мелодии Верийского квартала[2]
- 1975 — Птичье молоко
- 1978 — Младшая сестра
- 1979 — Происшествие
- 1983 — Клятвенная запись
- 1992 — Изгнанный

### Актёр
- 1966 — Листопад

### Директор фильма
- 1972-1973— Похищение луны

## Награды
- Заслуженный деятель искусств Грузинской ССР (1979)[3]
- Государственная премия Грузинской ССР имени Шота Руставели (1985)[3]